# Klaus-Dieter Fritsche

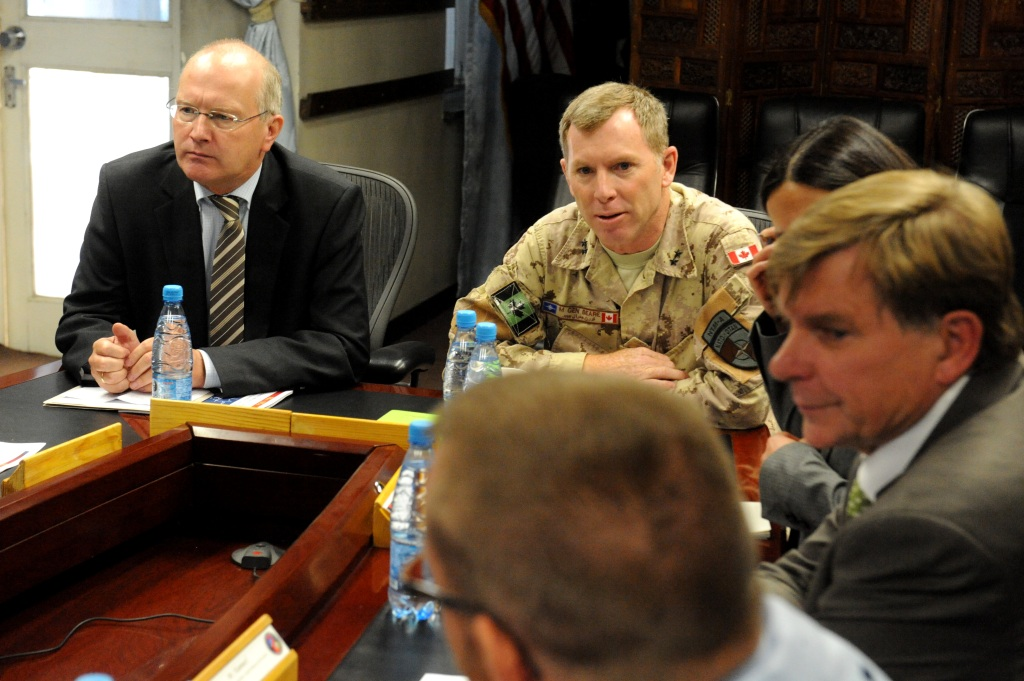
Klaus-Dieter Fritsche (links) neben dem kanadischen Generalmajor Stuart Beare

Klaus-Dieter Fritsche (* 16. Mai 1953 in Bamberg) ist ein ehemaliger deutscher Verwaltungsjurist und politischer Beamter (CSU).
Vom 7. Oktober 1996 bis zum 30. November 2005 war er Vizepräsident des Bundesamtes für Verfassungsschutz. Ab Januar 2014 war er Staatssekretär im Bundeskanzleramt und Beauftragter für die Nachrichtendienste des Bundes.
Im März 2018 wurde er altershalber in den Ruhestand verabschiedet.
Anfang 2019 war er als Berater für das österreichische Innenministerium, das damals unter der Leitung des FPÖ-Politikers Herbert Kickl stand, tätig.
Anschließend wurden seine Lobbytätigkeiten für Wirecard und Heckler & Koch bekannt. Seine Lobbyarbeit für Heckler & Koch wurde ihm vom Bundeskanzleramt untersagt. Bezüglich seiner Rolle im Wirecard-Komplex wurde er im Bundestags-Untersuchungsausschuss verhört.

## Ausbildung und Beruf
Fritsche legte 1973 am Franz-Ludwig-Gymnasium Bamberg das Abitur ab. Nach dem Wehrdienst studierte er bis 1978 Rechtswissenschaften an der Universität Erlangen (Erstes Staatsexamen). Das Referendariat beendete er 1981 mit dem Zweiten Staatsexamen.
Fritsche bekleidete verschiedene Positionen als Verwaltungsrichter und Fraktionsreferent sowie im bayrischen Innenministerium.
Vom 7. Oktober 1996 bis zum 30. November 2005 war er Vizepräsident des Bundesamtes für Verfassungsschutz. Vom 1. Dezember 2005 bis zum Dezember 2009 arbeitete er als Abteilungsleiter und Koordinator der Nachrichtendienste des Bundes im Bundeskanzleramt. Anschließend war Fritsche von Dezember 2009 bis 2013 als Staatssekretär im Bundesinnenministerium tätig.

### Beauftragter der Bundesregierung
Von Januar 2014 bis März 2018 war er Staatssekretär im Bundeskanzleramt. Er bekleidete dort das neu geschaffene Amt des Beauftragten für die Nachrichtendienste des Bundes und konnte damit als ranghöchster Beamter der Inneren Sicherheit im Bund gelten. Die Position ist vergleichbar mit dem Director of National Intelligence in den Vereinigten Staaten.
Er leitete die allwöchentliche nachrichtendienstliche Lagebesprechung im Kanzleramt, den Staatssekretärsausschuss für das geheime Nachrichtenwesen und die Sicherheit, bei dem die Staatssekretäre aus allen mit Sicherheitsfragen befassten Ressorts mit den Präsidenten der Nachrichtendienste zusammentreffen. Seit den Terroranschlägen vom 11. September 2001 zählt dazu auch der Präsident des Bundeskriminalamtes.
Beim Treffen mit NSA-Direktor Keith B. Alexander vom 10. Januar 2012 ersuchte Fritsche um Unterstützung bei der Überwachung von Skype-Kommunikation. Diese wurde jedoch nicht gewährt und Fritsche wurde an CIA und FBI verwiesen. Deutsche Dienste wünschten SIGINT-Informationen in Gerichtsverfahren verwenden zu können, was vom NSA abgelehnt wurde. Diese Themen wurden in einer internen NSA-Notiz als potenzielle Stolpersteine in den Beziehungen zu deutschen Schwesterorganisationen aufgeführt.

### Auftritt im NSU-Untersuchungsausschuss
Im ersten NSU-Ausschuss des Bundestages, der unter anderem das Fehlverhalten von Bundesbehörden bei den Ermittlungen zum rechtsextremen Nationalsozialistischen Untergrund untersuchte, nahm Fritsche am 18. Oktober 2012 die kritisierten Sicherheitsbehörden in Schutz und griff die Arbeit des Ausschusses an. Er erklärte, der Ausschuss beteilige sich an einem „Skandalisierungswettbewerb“ bei der Bewertung der Aktionen der Sicherheitsbehörden, und wehrte sich gegen „beißende Kritik, Hohn und Spott über einen ganzen Berufszweig von Polizisten und Verfassungsschützern“. Den Vorwurf, es werde „systematisch vertuscht und gegen den Rechtsextremismus nicht mit voller Kraft vorgegangen“, hielt er für haltlos. Wegen des Persönlichkeitsschutzes, etwa bei V-Leuten, könnten manche Unterlagen an den Ausschuss nur mit geschwärzten Klarnamen übermittelt werden. Die 2012 bekannt gewordene Vernichtung von Akten zur Anwerbung von V-Leuten im Bundesamt für Verfassungsschutz betrifft die Operation Rennsteig, in die Fritsche als stellvertretender Präsident des Bundesamtes für Verfassungsschutz 1997 eingebunden war. Fritsche hatte die Gefahr des Rechtsterrorismus unterschätzt und verzögerte durch seine Fehleinschätzungen die Aufklärung der NSU-Verbrechen. Die Verweigerung rückhaltloser Kooperation der Sicherheitsbehörden bei der Aufklärung des NSU-Komplexes begründete Fritsche mit dem vielzitierten Satz: „Es dürfen keine Staatsgeheimnisse bekannt werden, die ein Regierungshandeln unterminieren.“
Abgeordnete wiesen diese Kritik zurück. So äußerte der Ausschussvorsitzende Sebastian Edathy, es gehe um „den bedingungslosen Schutz der Menschen und Bürger in diesem Land, vielleicht weniger um den bedingungslosen Schutz der Klarnamen.“

### Edathy-Affäre
Im Untersuchungsausschuss zur Edathy-Affäre erklärte der ehemalige Bundesinnenminister Hans-Peter Friedrich im Juni 2015, dass Fritsche ihn im Oktober 2013 als sein damaliger Staatssekretär im Innenministerium nicht nur über das Ermittlungsverfahren gegen Sebastian Edathy informiert habe, sondern ihm auch geraten habe, es dem SPD-Vorsitzenden Sigmar Gabriel mitzuteilen. Mutmaßlich aufgrund dieser Information wurde Edathy von der SPD bei den Koalitionsverhandlungen überraschend nicht für das neue Kabinett berücksichtigt und mutmaßlich deswegen wurde sich Edathy schließlich des Ermittlungsverfahrens bewusst. Wegen des Vorwurfs des Geheimnisverrats trat Friedrich als neuer Bundeslandwirtschaftsminister zurück, ein Ermittlungsverfahren gegen ihn wurde von der Staatsanwaltschaft im September 2014 aber wegen nur geringer Schuld eingestellt.

### FPÖ-Berater
Seit März 2019 arbeitete Fritsche für die österreichische ÖVP/FPÖ-Bundesregierung als Berater des FPÖ-Innenministers Herbert Kickl hinsichtlich der Umgestaltung des Bundesamtes für Verfassungsschutz und Terrorismusbekämpfung. Ob er seine Tätigkeit in Österreich auch nach dem Sturz der blauschwarzen Regierung infolge der Ibiza-Affäre weiterführte, war zunächst offen. Am 29. Januar 2020 titelte das RedaktionsNetzwerk Deutschland  Ex-Staatssekretär arbeitet nicht mehr für Innenministerium in Wien.

## Tätigkeit als Lobbyist

### Wirecard
Fritsche war auch als Lobbyist für Wirecard tätig. Er organisierte im September 2019 ein Treffen mit Lars-Hendrik Röller und den früheren Wirecard-Vorständen Burkhard Ley und Alexander von Knoop um den Kontakt zur Bundesregierung aufzubauen. Fabio De Masi vermutet sogar eine Zusammenarbeit zwischen Wirecard und BND: „Es würde mich sehr überraschen, wenn Dienste in Wien, München und Berlin einen Geheimdienst-Fan wie Marsalek und die Finanzdaten von Wirecard nicht gerne genutzt hätten.“ In Österreich gab es eine Anfrage des Grünen Abgeordneten und Ibiza-Untersuchungsausschuß-Mitglied David Stögmüller "betreffend Causa Marsalek und die Tätigkeiten von Herrn Klaus-Dieter Fritsche deutscher StS a. D. für das Innenministerium".

### Heckler & Koch
Das Bundeskanzleramt hat Fritsche untersagt, ein Aufsichtsratmandat bei der Firma Heckler & Koch wahrzunehmen, was von der Firma dann am 1. Oktober 2020 mitgeteilt wurde.